# Rose Bowes-Lyon
Rose Constance Leveson-Gower, comtesse Granville (née Bowes-Lyon ; 6 mai 1890 - 17 novembre 1967), est la troisième fille du 14e comte de Strathmore et Kinghorne et de son épouse, Cecilia Nina Cavendish-Bentinck, et une sœur aînée de la reine Elizabeth La Reine Mère.

## Biographie
Le 24 mai 1916, Rose Bowes-Lyon épouse William Leveson-Gower, qui succède comme comte à son frère sans enfant le 21 juillet 1939. En conséquence, elle est appelée la comtesse Granville.
Le couple a deux enfants, Mary Cecilia (12 décembre 1917 - 13 février 2014) et Granville James Leveson-Gower, 5e comte Granville (6 décembre 1918 - 31 octobre 1996). Elle est la marraine de sa nièce, la princesse Margaret, lors du baptême de cette dernière le 3 octobre 1930.
Elle est investie comme Compagnon de l'Ordre de Saint-Jean de Jérusalem (C.St.J.). Elle reçoit également le diplôme honorifique de doctorat en droit (LL. D.) par l'Université Queen's de Belfast. En 1953, elle est investie en tant que Dame Grand croix de l'Ordre royal de Victoria (GCVO).
Son mari est décédé le 25 juin 1953 à l'âge de 72 ans. Elle lui a survécu quatorze ans et meurt le 17 novembre 1967, à l'âge de 77 ans. Elle est la dernière sœur survivante de la reine mère Elizabeth.